# Station Puławy Chemia
Station Puławy Chemia is een spoorwegstation in de Poolse plaats Puławy.